# Pius Dorn
Pius Dorn (* 24. September 1996 in Freiburg im Breisgau) ist ein deutscher Fußballspieler. Aktuell trägt er das Trikot des Schweizer Clubs FC Luzern.

## Karriere
Dorn begann seine Karriere beim SV Kappel. 2008 kam er in die Jugend des SC Freiburg. Im Mai 2015 spielte er erstmals für die Zweitmannschaft der Freiburger in der Regionalliga, als er am 33. Spieltag der Saison 2014/15 gegen den FC Nöttingen in der 90. Minute für Hendrik Hofgärtner eingewechselt wurde.
Im August 2015 stand er gegen den HSV Barmbek-Uhlenhorst erstmals im Kader der Profis, kam allerdings zu keinem Einsatz.
Mit Freiburg II musste er 2016 aus der Regionalliga absteigen.
Zur Saison 2017/18 wechselte er zum österreichischen Zweitligisten SC Austria Lustenau. Sein Debüt in der zweiten Liga gab er im August 2017, als er am dritten Spieltag jener Saison gegen den SC Wiener Neustadt in der Startelf stand. Nach der Saison 2018/19 verließ er Lustenau und wechselte nach Liechtenstein zum in der Schweizer Challenge League spielenden FC Vaduz, bei dem er einen bis Juni 2021 laufenden Vertrag erhielt. Zur Saison 2020/21 stieg er mit dem Hauptstadtklub in die erstklassige Super League auf, ein Jahr später folgte der direkte Wiederabstieg. Nach der Spielzeit 2020/21 verließ er die Liechtensteiner nach zwei Jahren wieder und schloss sich dem Zweitligisten FC Thun an. In der Saison 2022/23 gehörte er als Abwehrspieler zum Kader der 1. Mannschaft des FC Luzern (Vertrag bis 30. Juni 2024).

## Erfolge
- Deutscher U-19-Pokalsieger: 2014